# Urophora unica
Urophora unica
 es una especie de insecto del género Urophora de la familia Tephritidae del orden Diptera. 
Becker la describió científicamente por primera vez en el año 1919.